# Estatônia
Estatônia (em latim: Statonia) foi uma antiga cidade da Etrúria ainda não localizada.
Entre as hipóteses de identificação dos estudiosos estavam as cidades de Poggio Buco, Castro e Bomarzo.